# أليكس نيكلسون
أليكس نيكلسون (بالإنجليزية: Alex Nicholson)‏ (1 فبراير 1994 بنيوكاسل أبون تاين في المملكة المتحدة - ) هو لاعب كرة قدم بريطاني في مركز الدفاع. شارك مع منتخب ويلز تحت 19 سنة لكرة القدم. أما مع النوادي، فقد لعب مع بريستون نورث إيند ونادي بليث سبارتانز ونادي تشورلي.

## وصلات خارجية
- أليكس نيكلسون على موقع قاعدة بيانات كرة القدم.إي يو (الإنجليزية)
- أليكس نيكلسون على موقع Soccerbase.com (لاعب) (الإنجليزية)